# 卡尔洛
卡尔洛，是匈牙利诺格拉德州所辖的一个村。总面积36.97平方公里，总人口1475，人口密度39.9人/平方公里（2011年1月1日）。